# Röblingen am See
Röblingen am See ist ein Ortsteil der Gemeinde Seegebiet Mansfelder Land im Landkreis Mansfeld-Südharz in Sachsen-Anhalt.

## Geografie
Röblingen am See liegt ca. 12 km südöstlich von Lutherstadt Eisleben am Bach Weida. Der Salzige See, von dem der Namenszusatz am See stammt, wurde zur Sicherung des nahen Kupferschiefer- und Steinsalzbergbaues vor Sickerwässern bis 1894 künstlich trockengelegt. Er befand sich in der weiten Ebene zwischen Röblingen, Aseleben, Erdeborn und Wansleben am See. Das in diese Ebene einfließende Wasser wird bis in die Gegenwart in Gräben gesammelt und bei Rollsdorf mit Pumpen in die höher gelegene Salza abgeleitet.
Als Ortsteile der ehemaligen Gemeinde waren ausgewiesen:
- Neue Siedlung
- Oberröblingen
- Unterröblingen

## Geschichte
In einem zwischen 881 und 899 entstandenen Verzeichnis des Zehnten des Klosters Hersfeld wird Röblingen gemeinsam mit den anderen drei Orten mit diesem Namen als zehntpflichtiger Ort Rebiningi im Friesenfeld erstmals schriftlich erwähnt. 932 wurde Röblingen am See in einer Urkunde Heinrichs I. in pago friesonoueld in comitatu sigfridi liegend als seorebininga verzeichnet. 

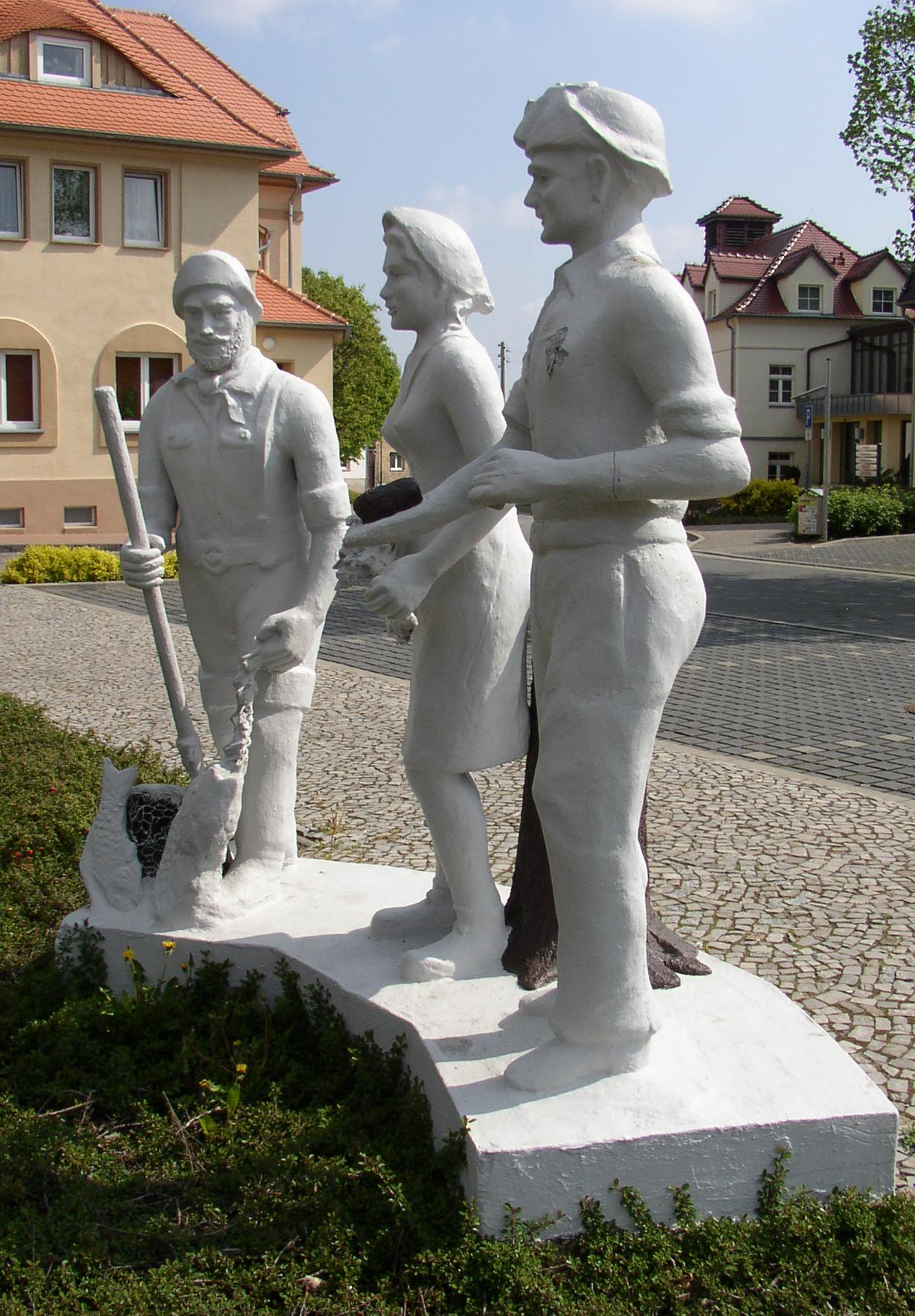
Denkmal

Auf halbem Wege zwischen Röblingen am See und Erdeborn befindet sich der stillgelegte Kalischacht der ehemaligen „Adler-Kaliwerke AG“. Hier wurde in den Jahren 1909 bis 1925 Kalisalz in einer Teufe bis 596 m abgebaut und in der angeschlossenen Düngemittelfabrik weiterverarbeitet. Zur Erinnerung an die drei örtlich wichtigen Wirtschaftszweige wurde 1982 ein Denkmal aus Beton aufgestellt, das einen Bergmann, eine Bäuerin und einen Fischer zeigt.
Unterröblingen und Oberröblingen waren bis zum Zusammenschluss zur Gemeinde Röblingen am See am 1. Juli 1950 eigenständige Gemeinden.
Am 1. Januar 2010 schlossen sich die bis dahin selbstständigen Gemeinden Röblingen am See, Amsdorf, Aseleben, Erdeborn, Hornburg, Lüttchendorf, Neehausen, Seeburg, Stedten und Wansleben am See zur Einheitsgemeinde Seegebiet Mansfelder Land zusammen. Gleichzeitig wurde die Verwaltungsgemeinschaft Seegebiet Mansfelder Land, zu deren Verwaltungssitz Röblingen am See gehörte, aufgelöst.

### Einwohnerentwicklung

#### Oberröblingen
| Jahr      | 1784 | 1875 | 1880 | 1890 | 1910 |
| --------- | ---- | ---- | ---- | ---- | ---- |
| Einwohner | 190  | 777  | 1008 | 1756 | 2401 |

#### Unterröblingen
| Jahr      | 1784 | 1875 | 1880 | 1890 | 1910 |
| --------- | ---- | ---- | ---- | ---- | ---- |
| Einwohner | 130  | 303  | 407  | 602  | 1675 |

#### Röblingen
| Jahr      | 1970 | 2004 | 2008 | 2015 |
| --------- | ---- | ---- | ---- | ---- |
| Einwohner | 5789 | 3110 | 3002 | 2752 |

## Politik

### Ortschaftsrat
Dem Ortschaftsrat gehören 5 Personen an, darunter Ortsbürgermeister Ronald Lange.

### Wappen und Flagge
| Wappen von Röblingen am See | Blasonierung: „Geteilt Blau über Gold; oben aus einem silbernen Boot wachsend ein linksgewendeter silberner Fischer mit einem silbernen Fisch an der Angel, unten ein stehender schwarzer Rabe mit goldenem Ring im silbernen Schnabel.“                       |
| Wappen von Röblingen am See | Wappenbegründung: Mit dem Boot gibt das Wappen einen Hinweis auf den nahe gelegenen See. Der Rabe weist auf die Herren von Rebeningen hin, die hier wie auch in umliegenden Orten wie Eisdorf langjährig begütert waren und den Vogel in ihrem Wappen führten. |

Die Farben der ehemaligen Gemeinde sind Schwarz - Gold (Gelb). Die Flagge der ehemaligen Gemeinde Röblingen am See zeigt die Farben Schwarz und Gelb in Längsrichtung geteilt sowie in der Mitte das Gemeindewappen.

## Kultur und Sehenswürdigkeiten

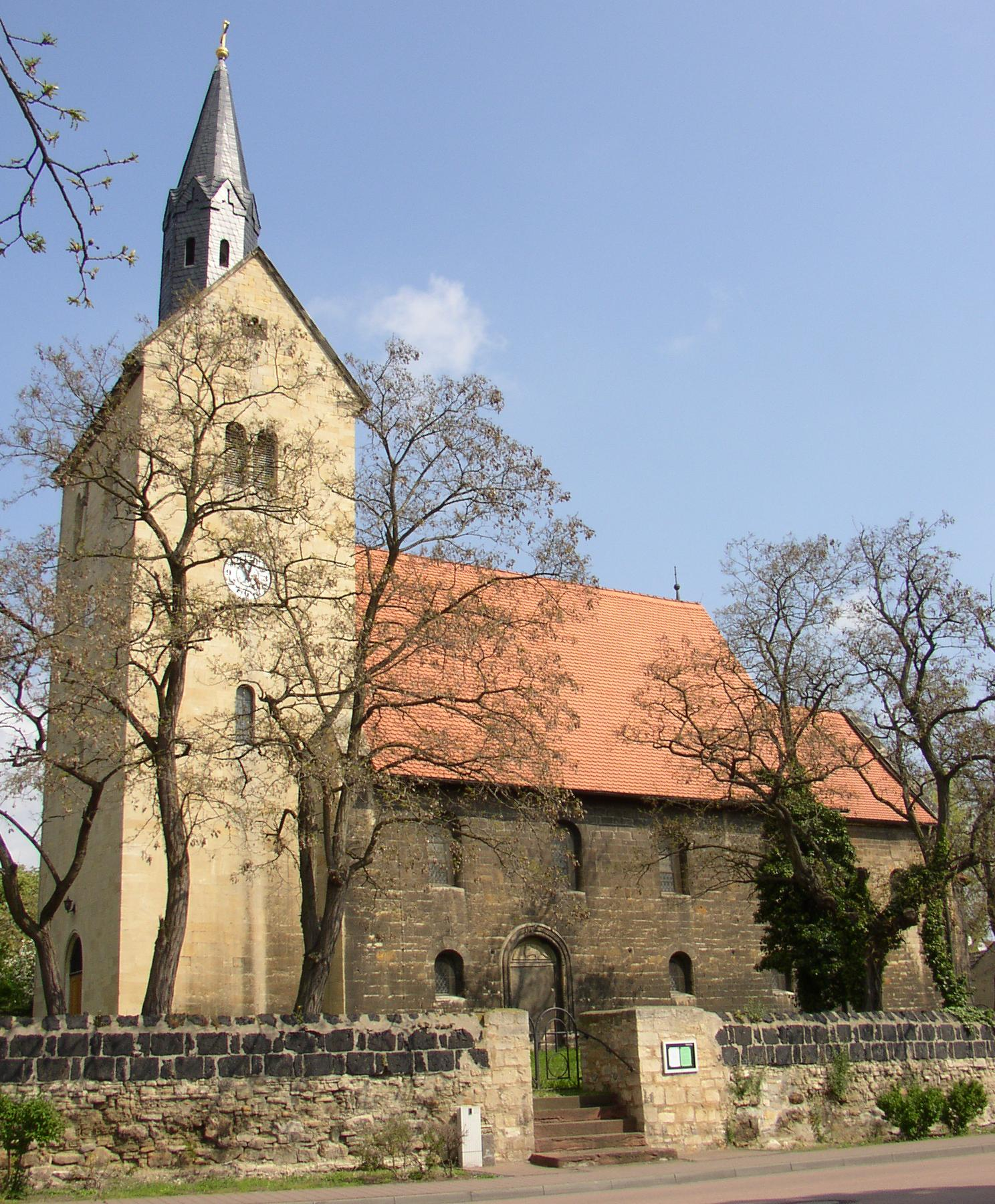
Kirche St. Stephanus

### Bauwerke
Im Ortskern befindet sich die evangelische St.-Stephanus-Kirche. Ihre Gemeinde gehört zum Kirchenkreis Eisleben-Sömmerda.
In der Nähe des Bahnhofs steht die katholische St.-Anna-Kirche, sie wurde 1891 erbaut. Ihre Gemeinde gehört zur Pfarrei St. Bruno Querfurt, in der Pastoralregion Mansfelder Land.

### Regelmäßige Veranstaltungen
- Im Sommer jedes Jahres wird das Fest am Salzigen See veranstaltet.
- Das von der Freiwilligen Feuerwehr des Ortes veranstaltete Osterfeuer zählt zu den größten Festen in der Region. Es findet jährlich am Gründonnerstag statt.

## Wirtschaft und Infrastruktur

### Verkehr
Zur Bundesstraße 80, die die Lutherstadt Eisleben und Halle (Saale) verbindet, sind es in nördlicher Richtung 3 km. Die A 38 verläuft in 5 km Entfernung südlich der Stadt.
Der Bahnhof Röblingen am See liegt an der Bahnstrecke Halle–Hann. Münden. Er war von 1884 bis 2003 Ausgangspunkt der Bahnstrecke Röblingen am See–Vitzenburg, von der nur noch ein Reststück im Güterverkehr bedient wird. Von 1876 bis 1992 war dem Bahnhof das Bahnbetriebswerk Röblingen am See angegliedert.